# Ḫattušili I
Ḫattušili I, o Ḫattušiliš I, o più semplicemente in traslitterazione adattata Hattusili I (... – Kuššara, 1620 a.C. circa), è stato un re ittita.

## L'ascesa al trono
Hattušili I o Labarna II fu re degli Ittiti approssimativamente dal 1650 a.C. al 1620 a.C., succedendo a Labarna I, ed è considerato uno dei grandi sovrani di questo popolo.
Secondo la visione tradizionale, fu colui che riedificò la città-madre ittita di Ḫattuša distrutta da Anitta, anche se il "Testo di Zalpa" parla di Hattuša come sede regale già al tempo del nonno di Hattušili. Forse Hattušili sviluppò una città già riedificata in precedenza.
Labarna I era salito al trono avendo sposato Tawananna, la figlia del re PU-Sarruma, che lo aveva adottato preferendolo come erede al figlio Papahdilmah.
Una parte della nobiltà non accettò la scelta e sostenne con le armi Papahdilmah nella sua rivendicazione del trono. A quanto pare, il giovane Hattušili, figlio proprio di Papahdilmah, restò leale al volere del nonno, come egli stesso spiegò nel suo testamento. Si giunse allo scontro, vinto da Labarna che divenne re e adottò il nipote indicandolo in seguito come proprio erede.
Alcuni storici ritengono probabile una coreggenza, basandosi sul "Testo di Zalpa" dove il "Re" ed il "Vecchio Re" conducono insieme l'assedio di Zalpa. Nelle due figure vengono identificati Hattušili e Labarna I.
Alla morte di Labarna I Hattušili ascese al trono come erede designato.
È strano, come è stato fatto notare, che Hattušili, il figlio dell'erede di sangue a cui era stato "usurpato" il trono (Papahdilmah), fosse divenuto l'erede dell'usurpatore (Labarna I) del padre. Dato che è probabile che Labarna dopo l'ascesa al trono non controllasse tutti i territori ittiti ma che una parte fosse rimasta in mano al ramo di Papahdilmah, le parti potrebbero aver trovato un accordo per riunificare il regno nella persona di Hattušili. Oppure il giovane Hattušili potrebbe essere stato premiato dallo zio per la fedeltà mostratagli.

## La famiglia
Il nome Hattušili significa uomo di Ḫattuša e secondo la visione tradizionale sarebbe stato aggiunto dal re all'appellativo regale "Labarna" quando trasferì la capitale del regno a Ḫattuša, riedificandola.
Tuttavia una più recente scuola di pensiero ipotizza il contrario: che cioè Hattušili fosse il nome proprio del re dalla nascita, perché era nato a Hattuša.

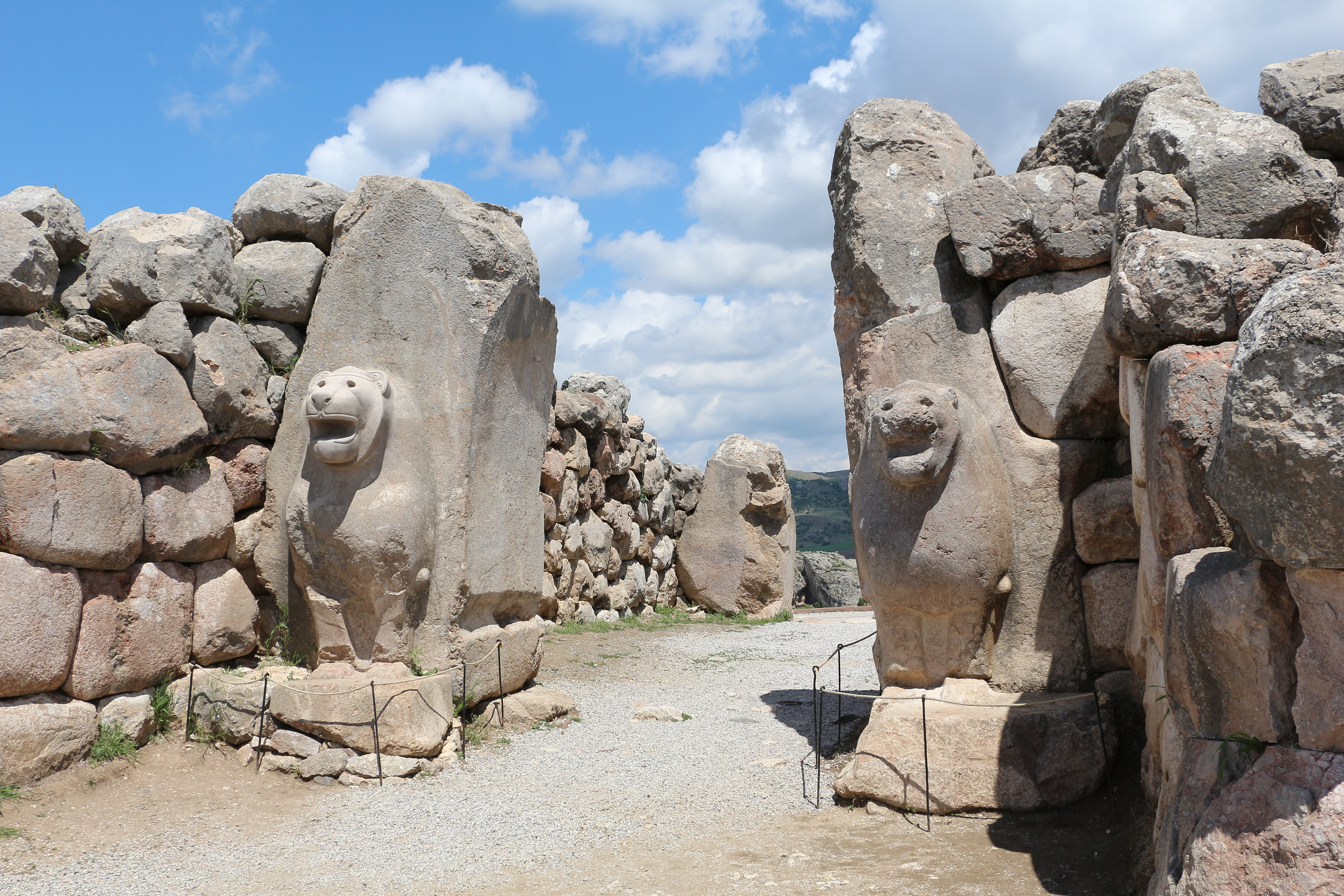
Hattuša, porta dei leoni

La moglie principale di Hattušili e Regina Regnante ittita fu Kadduši, dato suffragato sia dal Sigillo Cruciforme che dalle liste delle offerte "B", "H" ed "A", dove il suo nome compare immediatamente di seguito a quello del re, e sempre prima di quello del successore, Muršili I. Della vita della regina non ci è giunta alcuna informazione.
Ḫattušili ebbe numerosi figli, con i quali i rapporti furono molto complicati: Huzziyas, governatore di Tapassanda, forse il maggiore, che poi fu diseredato ed imprigionato come ribelle; Labarnas, figlio di una sorella e adottato, forse erede designato ed in seguito diseredato per contrasti tra il re e la madre; la figlia Hastayar che fu probabilmente madre del successore di Hattušili, il nipote Muršili I; Happi, governatore ribelle di Zalpa, ucciso dalle armate di Ḫattušili; ed almeno un'altra figlia, il cui nome non è noto.

## Gli Annali
Hattušili I intraprese una serie di campagne militari sfruttando la potenza dell'esercito ittita, che disponeva di cavalli, di carri da guerra a tre uomini (un auriga, un arciere ed uno scudiero) e di armi in bronzo.

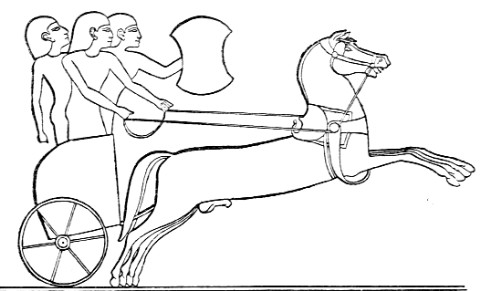
Carro da guerra ittita

Nei suoi annali sono descritti i suoi primi sei anni di regno.

## La rivolta di Zalpa
Come già durante il regno di suo nonno, Hattušili, in un momento imprecisato del proprio regno, dovette fronteggiare una rivolta della città di Zalpa, sul Mar Nero. La città costiera era stata storicamente indipendente, talvolta alleata, altre ostile agli Ittiti, fino a quando era stata sottomessa, sul finire del XVIII secolo a.C. dal cosiddetto "nonno del re", probabilmente PU-Sarruma.
Dal cosiddetto "testo di Zalpa" giunge notizia di una nuova rivolta della città, contro Hattušili. La nobiltà locale si sarebbe rifiutata di consegnare al re un non meglio identificato Labarna ed il principe Happi, figlio ribelle di Hattušili che pare reggesse precedentemente, come governatore per il padre, la città. Era forse in atto una più ampia congiura ai danni di Hattušili, fomentata da Happi e dall'élite di Zalpa, in favore di un altro membro della famiglia reale ittita, tale Damnassu. Hattusili attaccò i nemici, domando la rivolta; Damnassu fu catturato e portato in catene ad Ḫattuša mentre Happi e Labarna riuscirono a fuggire. Hattušili comunque li inseguì, cinse Zalpa d'assedio, la espugnò e la distrusse. I ribelli furono uccisi.

## La lotta per la successione
In seguito, sistemate le questioni interne ed affermata la propria autorità, Hattusili si dedicò ad una campagna di conquista verso le città fiorenti dell'area siriana, anticipando un tema che avrebbe contraddistinto l'impero ittita per tutti i secoli a venire. Le città e gli stati della zona siriana, dedite a commerci, erano spesso entità fiorenti, ricche, e costituirono un importante substrato economico per il sostentamento della potenza ittita.
Hattusili tentò l'assedio di Aleppo, ma l'esito non fu quello sperato: il re fece ritorno ferito gravemente nella sua città, Kuššara, e comprendendo che la fine era vicina iniziò a predisporre una successione che si rivelò complicata.
Uno dei suoi figli, Huzziya, governatore di Tapassanda, era già stato diseredato ed incarcerato per ribellione contro il padre: le grandi famiglie della città, pare avessero fomentato una rivolta per ottenere esenzioni fiscali. Tuttavia, nel proprio "Testamento" Hattušili parla più di atti profanatori che non di problemi fiscali.
L'episodio resta oscuro, ma lo scontro col figlio procurò al re l'ostilità di gran parte della nobiltà e spinse sua sorella, nota dai testi come "La Serpe", la madre di Labarna, il nipote scelto in un primo momento come successore da Hattušili, a schierarsi apertamente contro il sovrano.
Le dimensioni dei contrasti in seno alla famiglia reale furono importanti, come ci narra lo stesso Hattušili, e si estesero a tutto il regno, inclusa la capitale, e portarono Hattusili a modificare la scelta del proprio erede, diseredando anche Labarna:

Il sovrano reagì con vigore: convocò gli alti ufficiali e funzionari nel palazzo di Kuššara e pronunciò un amaro discorso che è giunto fino a noi:
Labarna fu così non solo diseredato, ma anche rinchiuso in un tempio come sacerdote, mentre la "Serpe" fu bandita da corte, con la confisca dei beni personali. Il re nominò così suo successore un altro nipote, Muršili, molto giovane all'epoca, forse figlio di Hastayar, probabilmente una figlia del re o una sua moglie secondaria.
Pare, per giunta, che Tawananna, vedova di Labarna I  (e quindi madre adottiva di Ḫattušili nonché sua zia biologica) e al momento ancora in carica quale Regina Regnante, non avesse accettato la designazione del giovanissimo Mursili ad erede, scatenando l'ira di Hattušili che, se l'interpretazione di un passaggio del suo "Editto" è corretta, la esiliò.
Gli storici si sono chiesti perché l'anziana regina potesse essersi rivoltata contro il genero e figlio adottivo, e mettono in relazione l'episodio a due testi parzialmente giunti sino a noinei quali si parla della rivolta del principe di Purushanda, sede di un potente regno in orbita ittita, indipendente fino ad un secolo prima.
Oltre che al principe di Purushanda si fa riferimento, in un passaggio frammentario, alla "Sposa di Hurma" che avrebbe trasgredito i voleri del re. Hurma è la stessa città su cui regnava, stando al testo di Zalpa, il padre di Labarna e da cui proveniva perciò Labarna stesso. L'ipotesi è che la sposa di Hurma possa essere una figlia di Labarna I e Tawananna, sposata al principe dì Purushanda.
Da qui potrebbero essersi originate le mire sul trono di Tawananna, volte ad insediare la supposta figlia e il genero sul trono ittita, e la conseguente rivolta contro la designazione di Muršili.
Ḫattušili però non arrivò mai allo scontro con Purushanda in quanto si spense di lì a poco; fu il successore Muršili I, che domò la rivolta con l'aiuto di Pimpira, fratello di Ḫattušili e tutore del giovane re.

## L'eredità di Ḫattušili
Ḫattušili era riuscito ad unificare la maggior parte dell'Anatolia centro-orientale ed aveva riportato grandi vittorie militari, espandendo i confini ittiti fino all'area siriana, con una estensione territoriale mai raggiunta in precedenza. Ma le frequenti assenze del sovrano, impegnato in campagne militari, il difficile rapporto con l'entourage familiare ed il cambio di erede proprio in prossimità della sua morte lasciarono il regno in un clima di grande incertezza, situazione con cui si dovette confrontare il giovanissimo Muršili I appena asceso al trono.
La forte personalità e la capacità militare ed organizzativa di Hattušili, comunque, avevano gettato le basi per una grandezza neppure immaginabile al momento della sua ascesa al trono. Queste caratteristiche fecero del re un punto di riferimento per le future generazioni di regnanti, fino all'epoca imperiale.